# ورخن پکروسکی
ورخن پکروسکی (به لاتین: Verkhne-Pokrovskoye) یک منطقهٔ مسکونی در قرقیزستان است که در استان اوش واقع شده‌است.

## خصوصیات
ورخن پکروسکی ۹۰۵ متر بالاتر از سطح دریا واقع شده‌است.